# Jean Spangler
Jean Elizabeth Spangler (2. září 1923 – zmizela 7. října 1949) byla americká tanečnice a herečka.

## Život
Narodila se v Seattlu a studovala na Franklin High School. Tančila například v Earl Carroll Theatre. V roce 1942 se provdala za továrníka Dextera Bennera, s nímž měla dceru Christine (* 1944). Manželství se rozpadlo v roce 1946. Dne 7. října 1949 kolem páté hodiny odpoledne odešla ze svého domova v Los Angeles, v němž žila se svou matkou, bratrem, švagrovou a svou dcerou. Řekla, že jde za svým bývalým manželem vyřešit platbu podpory na dítě. Následně měla jít natáčet noční filmovou scénu. Poslední osoba, která jí prokazatelně viděla, byl úředník v obchodě nedaleko jejího domova, který řekl, že vypadala, jako by na někoho čekala. V době zmizení jí bylo 26 let. Vystupovala například ve filmech When My Baby Smiles at Me, Young Man with a Horn a Champagne for Caesar.